# Schist Point
Der Schist Point (englisch für Schieferspitze) ist eine markante Landspitze an der Südküste von Coronation Island im Archipel der Südlichen Orkneyinseln. Sie liegt auf der Westseite der Divide Peaks.
Wissenschaftler der britischen Discovery Investigations nahmen 1933 erste Vermessungen der Landspitze vor. Die Benennung erfolgte durch den Falkland Islands Dependencies Survey im Anschluss an zwischen 1948 und 1949 durchgeführte Vermessungen. Namensgebend ist der Umstand, dass die Landspitze die östliche Grenze des Vorkommens von metamorphem Gestein in diesem Teil der Insel markiert.